# Jiaohe
Jiaohe, tidigare stavat Kiaoho, är en stad på häradsnivå som lyder under Jilins stad på prefekturnivå i Jilin-provinsen i nordöstra Kina. Den ligger omkring 170 kilometer öster om provinshuvudstaden Changchun.